# Serenguéti

Mapa da Tanzânia com os parques nacionais

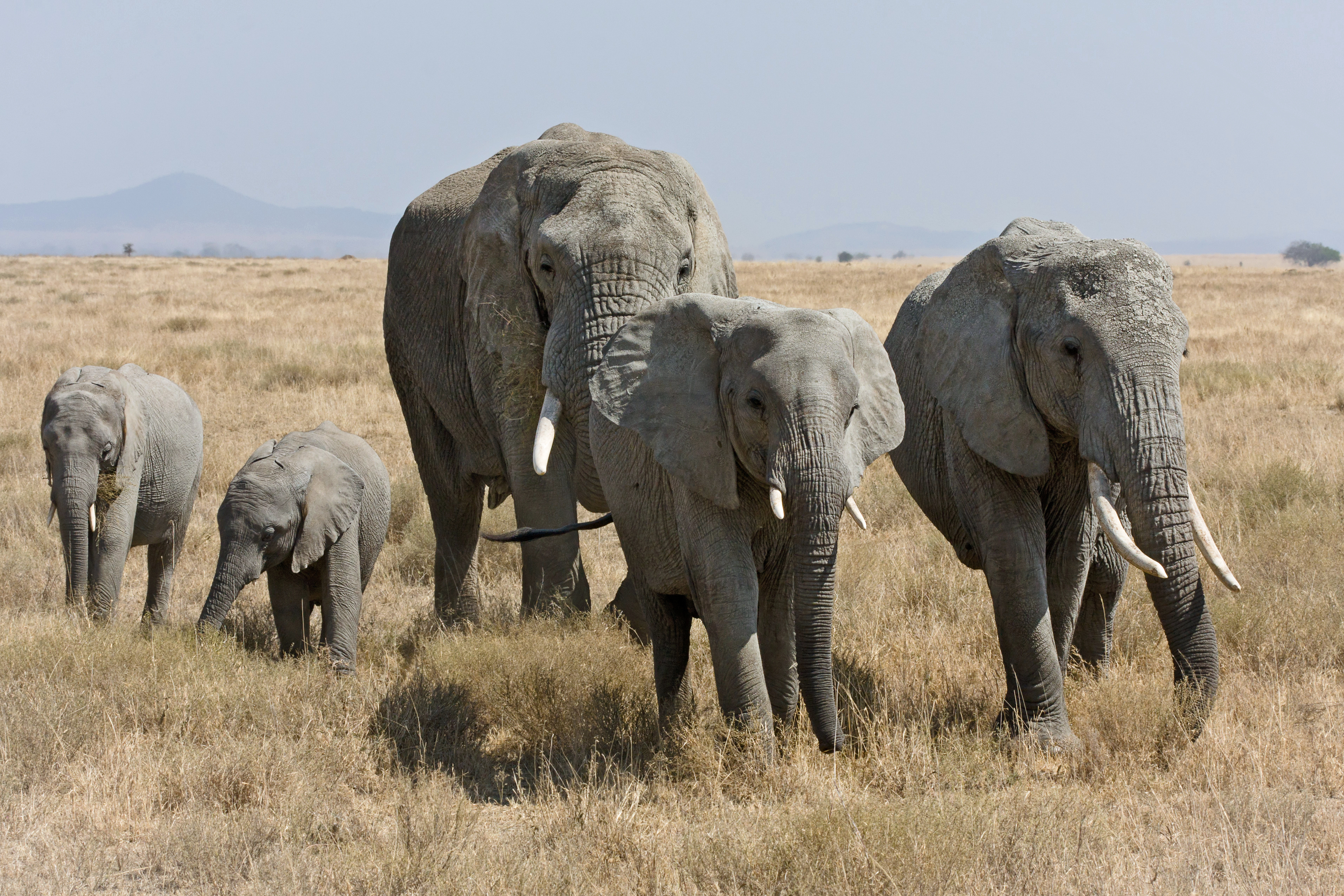
Elefantes-africanos no Serenguéti

Serenguéti (Serengeti) é uma região geográfica na África Oriental, no norte da Tanzânia e sudoeste do Quénia, entre as latitudes 1 S e  3 S e longitudes 34 E e 36 E, cobrindo cerca de 30000 km2.
O Serenguéti abriga a maior migração animal de mamíferos do mundo, uma das maravilhas do mundo natural.
Na região fica o Parque Nacional de Serenguéti e várias reservas de caça. A palavra "Serenguéti" provém da língua massai, na qual "Serengit" significa "planícies intermináveis".

## Flora
Entre as espécies dominantes há Sporobolus, Pennisetum mezianum, Eragrostis tenuifolia, Andropogon greenwayi, Panicum coloratum, Cynodon dactylon (pata-de-perdiz), Chloris gayana, Dactyloctenium, Digitaria macroblephara e Kyllinga.

## Fauna

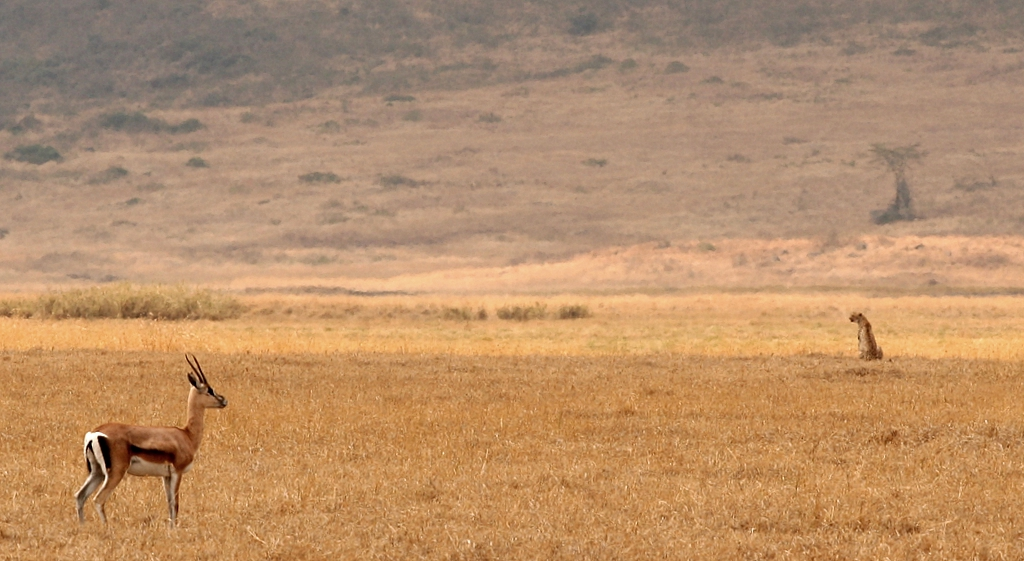
Chita e gazela no Serenguéti

Há cerca de 70 espécies de grandes mamíferos e 500 de aves na região, e esta grande diversidade é função de vários habitats como florestas, pântanos, inselbergues, savanas e bosques.
Estas pradarias são vitais para as migrações de milhares de grandes mamíferos: o gnu-azul (Connochaetes taurinus), a zebra-de-burchell (Equus quagga burchellii), a gazela-de-thomson (Gazella thomsonii), ou o elande-comum (Taurotragus oryx) são algumas delas.
Um grande número de espécies de predadores habita na ecorregião: chita (Acinonyx jubatus), leão (Panthera leo), leopardo (Panthera pardus), hiena-manchada (Crocuta crocuta), hiena-listrada (Hyaena hyaena), chacal-listrado (Canis adustus), chacal-dourado (Canis aureus) chacal-de-gualdrapa (Canis mesomelas), ratel (Mellivora capensis), caracal (Caracal caracal), serval (Leptailurus serval), gato-selvagem ou gato-bravo (Felis silvestris), raposa-orelhuda (Otocyon megalotis) e várias espécies de civetas, ginetas e mangustos (família Viverridae).
Outras espécies importantes pela sua abundância são o cobo-untuoso (Kobus ellipsiprymnus), o elefante-africano (Loxodonta africana), o bubal (Alcelaphus buselaphus), o topi (Damaliscus lunatus), a impala (Aepyceros melampus), a gazela-de-grant (Gazella granti), o búfalo-cafre (Syncerus caffer) e o crocodilo-do-nilo (Crocodylus niloticus).
A cegonha-branca (Ciconia ciconia) inverna nesta ecorregião.